# Buk Na Kopečku
Buk Na Kopečku je památný strom buku lesního (Fagus sylvatica var. rotundata) rostoucího v Raspenavě, městě ve Frýdlantském výběžku na severu České republiky. Dosahuje výšky 19 metrů a jeho kmen je tvořen čtyřmi částmi. Listy stromu mají drobný, kulatý tvar. Rozhodnutí o ochraně stromu vydala správa Chráněné krajinné oblasti Jizerské hory dne 15. června 1993 a účinnosti nabylo ke dni 2. října 1993.
Databáze AOPK ČR uvádí, že strom roste v oplocené zahradě u domu čp. 585 (ul. Na Kopečku), tedy u někdejší vily jizerskohorského malíře Wenzela Franze Jägera. Na zmíněném pozemku ovšem najdeme vícekmenné buky dva. Přestože tabule označující památný strom stojí hned za plotem, poblíž nižšího a slabšího vícekmenného (pětikmenného?) buku, chráněn je pravděpodobně vyšší a mohutnější strom dále od plotu a blíže vily, který má nadto právě čtyři kmeny.
Před první světovou válkou i během ní chodily děti z chudých raspenavských rodin i z vesnic v okolí v průběhu měsíců září a října sbírat plody tohoto stromu. Bukvice totiž mají tučné jádro obsahující škroby a bílkoviny. Chutná podobně jako lískový oříšek. Bukvice se po opražení na plotně mohly používat coby přísada do domácího pečiva. Pokud se bukvice déle opražily, vařila se z nich po jejich rozemletí káva.